# ルイ・スゴン
ルイ・スゴン（Louis Segond, 1810年 - 1885年）は、スイスの神学者。ヘブライ語（旧約）およびギリシア語（新約）の原著をもとにフランス語版の聖書翻訳を行ったことで知られる。

## 概説
ジュネーヴ近郊の町Plainpalaisに生まれる。ジュネーヴ、ストラスブール、ボンで神学を学んだ後、Chêne-Bourgeriesで国民教会の牧師を務め、1872年には旧約聖書の権威となった。
Vénérable Compagnie des Pasteurs de Genèveの依頼により旧約聖書の翻訳を行い、1871年、2冊に分けて発表された。なお、この版は奥付には1874年と記載されている。また、これに続いて1880年には新約聖書の自費出版を行った。
聖書の内容は後世、専門家らによって精査、改良がなされ、現在ではインターネットを通じて1910年の版を自由に閲覧、利用することが可能となっている。

## 参照項目
- フランス語訳聖書